# Медаль «Ветеран полиции» (Азербайджан)
Медаль «Ветеран полиции»(азерб. "Polis veteranı" medalı) — государственная награда Азербайджанской Республики. Учреждена указом Президента Азербайджана Ильхама Алиева от 20 апреля 2006 года.

## История и положения
В 2006 году на пленарном заседании Милли Меджлиса Азербайджана был вынесен на обсуждение законопроект о внесении поправок в закон «Об учреждении орденов и медалей Азербайджанской Республики». Медаль «Ветеран Полиции» была одобрена Законом Республики Азербайджан от 14 октября 2016 года
Медаль «Ветеран Полиции» присуждается сотрудникам органов внутренних дел Азербайджанской Республики, которые служили в органах внутренних дел не менее 30 календарных лет и проявили образцовую службу.

## Описание
Медаль «Ветеран полиции» изготовлена из бронзы, имеет диаметр 32 мм и серебристый цвет с рельефным восьмиконечным звездным узором. В центре изображена эмблема органов внутренних дел, сверху по корпусу написано "Polis veteranı", внизу вдоль полукруга изображена дубовая ветвь. Внутри круга, выше горизонтального диаметра, начиная от центра, изображены выпуклые лучи.
Задняя сторона медали плоская. Вверху по корпусу написано “Azərbaycan”, внизу — “Respublikası”, в центре изображены контуры карты Азербайджанской Республики.
Медаль крепится к одежде с помощью элемента, выполненного из серебристого металла размером 20 мм х 42 мм, с помощью кольца и зажима. Элемент состоит из двух частей. Верхняя часть покрыта широкой лентой с равными горизонтальными полосами, соответствующими цветам государственного флага Азербайджана: синему, красному и зеленому. В центре нижней части элемента изображены восьмиконечная звезда и лучи, направленные от центра к краям. Длина верхней части элемента составляет 32 мм на краях и 34 мм по центру, длина нижней части составляет 10 мм на краях и 8 мм по центру.
К медали прикрепляется элемент для крепления к одежде, изготовленный из металла и покрытый той же лентой, размером 20 мм х 10 мм.

## Способ ношения
Медаль «Ветеран полиции» Республики Азербайджан размещается слева от других орденов и медалей Республики Азербайджан, после медали «За безупречную службу в органах внутренних дел».
Награждение медалью осуществляется со стороны Министерства внутренних дел Азербайджана.